# Piedade (São Paulo)
Piedade is een gemeente in de Braziliaanse deelstaat São Paulo. De gemeente telt 49.508 inwoners (schatting 2009).

## Aangrenzende gemeenten
De gemeente grenst aan Ibiúna, Pilar do Sul, Salto de Pirapora, Tapiraí en Votorantim.

## Verkeer en vervoer
De plaats ligt aan de wegen BR-478/SP-079 en SP-250.